# Wassim Michael Haddad
Wassim Michael Haddad (nacido el 14 de julio de 1961) es un matemático e ingeniero americano de orígenes griego-libaneses. El foco de su investigación se centra en las áreas de sistemas dinámicos y teoría de control. Su trabajo ha resultado en avances fundamentales en matemáticas aplicadas, termodinámica, teoría de la estabilidad, control robusto, sistemas dinámicos y neurociencia. El profesor Haddad es un miembro del claustro de la Escuela de Ingeniería Aeroespacial en el Instituto de Tecnología de Georgia, donde ostenta el rango de catedrático en mecánica de vuelo y control. El profesor Haddad es un miembro de la Academy of Nonlinear Sciences en reconocimiento de sus importantes contribuciones a las áreas de estabilidad no lineal, sistemas no lineales y control no lineal. Es también miembro de honor del IEEE por sus contribuciones al estudio de sistemas robustos, no lineales y híbridos.

## Biografía

### Infancia y educación
Haddad nació en Atenas, Grecia, siendo su madre griega y su padre libanés. Estudio en un colegio privado británico durante su educación primaria y en las American Community Schools de Atenas y Beirut para su educación secundaria. Después de completar el instituto, donde estudió griego, francés, filosofía, ciencias y matemáticas, fue admitido en el Florida Institute of Technology en Melbourne, Florida, en 1979. Allí recibió el grado, máster y doctorado en ingeniería mecánica en 1983, 1984 y 1987, respectivamente. Sus estudios se centraron en el área de sistemas dinámicos y control. Su tesis doctoral (bajo la dirección de Dennis S. Bernstein) trato sobre el diseño de sistemas de control robusto de arquitectura fija y sus aplicaciones a estructuras flexibles de grandes dimensiones en el espacio. 

### Carrera académica
Desde 1987 a 1994 Haddad trabajo como consultor para el Grupo de Control de Estructuras de la División de Sistemas Aeroespaciales Gubernamentales de Harris Corporation en Melbourne, Florida. En 1988 se unió a la facultad del Departamento de Ingeniería Mecánica y Aeroespacial del Florida Institute of Technology, donde fundó y dirigió la sección de sistemas y control del programa de postgrado. También jugó un papel destacado organizando actividades sobre sistemas de control en el Space Research Institute en Florida Tech. Desde 1994 ha sido miembro de la facultad de la Escuela de Ingeniería Aeroespacial en el Instituto de Tecnología de Georgia.

### Miembro del Claustro Presidencial
En reconocimiento de su “demostrada excelencia y continuada dedicación en la investigación en ciencia e ingeniería, así como la enseñanza a futuras generaciones de estudiantes para extender y aplicar el conocimiento humano”, el Profesor Haddad fue reconocido con el National Science Foundation Presidential Faculty Fellow Award en 1993. El premio fue concedido por el presidente Bill Clinton en una ceremonia en la rosaleda de la Casa Blanca.

## Investigación
La investigación multidisciplinar del profesor Haddad está documentada en más de 550 artículos de investigación publicados en revistas y conferencias, así como en siete libros que abarcan distintas áreas de ciencia, matemáticas, medicina e ingeniería. Su investigación en control no lineal robusto y adaptativo, teoría de sistemas no lineales dinámicos, sistemas complejos, sistemas impulsivos e híbridos, control neuro adaptativo, termodinámica, redes, control para sistemas fisiológicos y biológico, control activo en farmacología y neurociencia computacional le sitúan como uno de los académicos más destacados en ingeniería aeroespacial, eléctrica y biomédica. Sus intereses secundarios incluyen la historia de la ciencia y las matemáticas, así como la filosofía natural.

### Sistemas de control de arquitectura fija
En una serie de artículos publicados con D. S. Bernstein y D. C. Hyland en los años 80 sobre la “proyección óptima de control con arquitectura fija”, Haddad resolvió problemas importantes relacionados con el diseño de compensadores y estimadores óptimos robustos de orden reducido para sistemas multivariables. La metodología de Haddad proporciona la capacidad de diseñar controladores para sistemas multivariables realizando simultáneamente compromisos entre energía de control, sensibilidad al ruido, orden del controlador, robustez, rechazo de perturbaciones, error cuadrático, tasa de refresco y arquitectura de control. Esta metodología proporciona el marco teórico para el diseño industrial de controladores que engloban aspectos del diseño clásico dentro del diseño multivariable de controladores. Este trabajo proporcionó las bases para la investigación en los años 90 de control de orden fijo a través de Linear Matrix Inequalities (LMIs).

### Control multiobjetivo con distintas normas
El trabajo de Haddad en el problema de síntesis de controladores multi norma, específicamente en el problema de control H2/H∞, fue el primero en solucionar correcta y rigurosamente el diseño de sistemas de control no conservativos de orden completo y reducido para el rechazo de perturbaciones que tienen distintos anchos de banda. Las influyentes publicaciones de Haddad en esta área fueron pioneras en un campo en el que más adelante trabajarían numerosos grupos de investigación alrededor del mundo.

### Sistemas de control robusto para incertidumbres estructuradas
Este trabajo fue el primero en solucionar satisfactoriamente el problema de estabilidad robusta y rendimiento para incertidumbres expresadas mediante parámetros reales constantes a través de funciones de Lyapunov dependientes en parámetros. Esta investigación generalizó el análisis y síntesis μ-mixto a través de funciones de Lyapunov y ecuaciones de Ricatti. Esta unificación entre diseño μ-mixto y funciones de Lyapunov dependientes en parámetros resultó en una nueva metodología para la síntesis de controladores μ-mixtos que, por primera vez, capturaban simultáneamente rendimiento H2 y evitaban tanto iteraciones subóptimas como procedimientos de ajustes de curvas. Los resultados de esta investigación han proporcionado soluciones novedosas a distintos problemas en la práctica ingenieril.

### Control para propulsión
El trabajo de Haddad en esta área se ha concentrado en el desarrollo de avanzados controladores no lineales para atenuar perturbaciones en el control de flujo asociado con vehículos aeroespaciales. En particular, el desarrolló controladores robustos óptimos que estabilizan globalmente sistemas con incertidumbres no lineales paramétricas y perturbaciones exógenas inciertas. Sus resultados se han aplicado a sistemas de combustión que suprimen los efectos de inestabilidades termoacústicas tanto en turbinas de gas como en sistemas de propulsión para el control de inestabilidades aerodinámicas en motores de reacción. Esta investigación ha proporcionado mejoras en el rendimiento robustez, fiabilidad y mantenimiento de importantes proyectos del Departamento de Defensa de los Estados Unidos con financiación por parte de la National Science Foundation, AFOSR, ARO y la NASA. Su libro Hierarchical Nonlinear Switching Control Design with Application to Propulsion Systems, London, UK: Springer-Verlag, 2000, proporciona una alternativa novedosa, única y rigurosa a la planificación de ganancias para el control de este tipo de sistemas.

### Termodinámica
El libro de Haddad Thermodynamics: A Dynamical Systems Approach, Princeton, NJ: Princeton University Press, 2005, desarrolla un enfoque novedoso y único de la termodinámica basado en la teoría de sistemas. Aunque la termodinámica es una de las disciplinas fundamentales de la física y la ingeniería, sus fundamentos carecen de rigor y claridad tal y como destacó el matemático y filósofo estadounidense Clifford Truesdell. A lo largo de los años, investigadores provenientes de los campos de control y sistemas han tratado de desarrollar la termodinámica partiendo de una base sólida. Este libro de Haddad agrupa multitud de ideas y herramientas para construir la termodinámica desde una base rigurosa y emplea teoría de disipación, métodos no estándar de Lyapunov y teoría de sistemas positivos. Su metodología captura todas las ideas clave de la termodinámica, incluyendo sus leyes fundamentales, proporcionando una armonización entre la termodinámica clásica y la mecánica clásica. Extensiones de este trabajo pueden encontrarse en.

### Sistemas impulsivos e híbridos
La investigación de Haddad en control de sistemas impulsivos e híbridos incluye. Su libro Impulsive and Hybrid Dynamical Systems: Stability, Dissipativity, and Control, Princeton, NJ: Princeton University Press, 2006, proporciona un análisis en detalle del análisis y control de esta clase de sistemas, incluyendo resultados en estabilidad, disipación, control óptimo, control robusto y control basado en nociones energéticas.

### Sistemas dinámicos no lineales
La investigación de Haddad en esta área está recopilada en su libro Nonlinear Dynamical Systems and Control: A Lyapunov-Based Approach, Princeton, NJ: Princeton University Press, 2008, donde presenta y desarrolla en profundidad la estabilidad y el diseño de sistemas de control para sistemas no lineales, con un énfasis en métodos de Lyapunov.

### Sistemas no negativos y compartimentados
El libro de Haddad Nonnegative and Compartmental Dynamical Systems, Princeton, NJ: Princeton University Press, 2010, presenta una exposición detallada sobre la modelización y diseño de sistemas de control de sistemas no negativos y compartimentados. Este trabajo presenta la teoría de manera rigurosa, tratando la estabilidad y la disipación de esta clase de sistemas. Se incluyen también ejemplos prácticos de aplicación, con problemas tomados de los campos de la biología, química, ecología, economía, genética, medicina, sociología e ingeniería. 

### Estabilidad y control de sistemas a gran escala
En este campo, Haddad ha proporcionado soluciones a problemas relativos a sistemas a gran escala mediante el uso de sistemas disipativos vectoriales. Este trabajo tiene aplicaciones en sistemas aeroespaciales a gran escala, control de tráfico aéreo, redes de distribución de energía, producción y fabricación, sistemas de transporte, redes de comunicación, sistemas biológicos integrados, redes neuronales biológicas, sistemas biomoleculares y bioquímicos, sistemas nervioso e inmune, sistemas ecológicos y medioambientales, sistemas moleculares y cuánticos, y sistemas económicos y financieros. Su libro más reciente en este campo, Stability and Control of Large-Scale Dynamical Systems: A Vector Dissipative Systems Approach, Princeton, NJ: Princeton University Press, 2011, trata sobre el problema de sistemas complejos aeroespaciales con acoplamiento y dependencias mutuas.

### Control de sistemas en red con varios agentes
En este trabajo, Haddad ha tomado ideas de los campos de la biología y la termodinámica y los ha aplicado a problemas del área de la ingeniería de sistemas en red. El objetivo fue desarrollar algoritmos robustos para la coordinación y el control de sistemas autónomos aeroespaciales con varios agentes. En particular, inspirándose en sistemas con inteligencia de enjambre que aparecen en la naturaleza, Haddad ha desarrollado algoritmos de control para tratar las interacciones entre agentes, control cooperativo y no cooperativo y asignación de tareas y recursos para sistemas en red con varios agentes. Este trabajo ha tenido un gran impacto en el control cooperativo de sistemas aéreos no tripulados, sistemas submarinos autónomos, sensores distribuidos en red, sistemas de transporte, enjambres de vehículos aéreos y espaciales en formación, y control de congestión en redes de comunicación. Estos resultados explotan conexiones fundamentales entre la termodinámica y la teoría de la información.

### Control adaptativo y neuroadaptativo para farmacología clínica
En esta área, Haddad ha tratado uno de los problemas más complejos en farmacología clínica. En particular, él desarrolló algoritmos de control adaptativo y neuroadaptativo para la administración automática de anestesia y cuidado médico en unidades de cuidados intensivos. Estos algoritmos adaptativos se ajustan a la variabilidad farmacocinética y farmacodinámica del paciente para mejorar la administración de fármacos. Esta investigación en control activo en farmacología clínica está abriéndose paso en la práctica médica, y tiene el potencial de mejorar el cuidado médico, la fiabilidad de los sistemas de administración de fármacos y reducir los costes para el sistema de salud. Los logros de Haddad en esta área han sido muy influyentes en la comunidad de la ingeniería biomédica. Sus resultados en farmacología clínica están documentados en.

## Libros
- A. Leonessa, W. M. Haddad, and V. Chellaboina, Hierarchical Nonlinear Switching Control Design with Application to Propulsion Systems. London, UK: Springer-Verlag, 2000.
- W. M. Haddad, V. Chellaboina, and S. G. Nersesov, Thermodynamics: A Dynamical Systems Approach. Princeton, NJ: Princeton University Press, 2005.
- W. M. Haddad, V. Chellaboina, and S. G. Nersesov, Impulsive and Hybrid Dynamical Systems: Stability, Dissipativity, and Control. Princeton, NJ: Princeton University Press, 2006.
- W. M. Haddad and V. Chellaboina, Nonlinear Dynamical Systems and Control: A Lyapunov-Based Approach. Princeton, NJ: Princeton University Press, 2008. Erratum
- W. M. Haddad, V. Chellaboina, and Q. Hui, Nonnegative and Compartmental Dynamical Systems. Princeton, NJ: Princeton University Press, 2010.
- W. M. Haddad and S. G. Nersesov, Stability and Control of Large-Scale Dynamical Systems: A Vector Dissipative Systems Approach. Princeton, NJ: Princeton University Press, 2011.